# グルコマンナン
グルコマンナン（英: glucomannan）は、針葉樹の細胞壁や蒟蒻芋に多く含まれる水溶性中性多糖で、六炭糖のグルコースとマンノースがおよそ2:3の割合でβ-1,4-グリコシド結合したものである。枝分かれや修飾はなく、直鎖状である。コンニャクの主成分であるため（乾燥重量で約40%）、別名コンニャクマンナンとも言われる。

## 人体への影響
グルコマンナンは人の消化酵素で消化できず、また胃の中で水を吸って何十倍にも膨れるためダイエットに有効とされる。便秘解消や血糖値、血中コレステロールの低下にも効果があると言われている。
グルコマンナンとグルコースを同時に摂取した場合、グルコマンナンには血糖値上昇抑制効果があった。グルコマンナンの粘性によるグルコースの拡散抑制による可能性がある。セルロースやプルランでは効果が認められなかった。なお、プルランは粘性が高いものの人体の消化酵素で消化されてしまう。